# Bella La Rosa
Bella La Rosa (Cagua, 1º novembre 1949) è una modella venezuelana.

## Biografia
Eletta Miss Venezuela nel 1970 ha rappresentato il Venezuela a Miss Universo 1970, concorso svoltosi ad Miami Beach, in Florida, l'11 luglio 1970, dove si è classificata fra le ultime dodici finaliste.